# Черният рицар (филм, 2008)
Вижте пояснителната страница за други значения на Черният рицар.
Черният рицар (на английски: The Dark Knight) е супергеройски филм от 2008 година, режисиран от Кристофър Нолан, по сценарий, написан в съавторство с брат му Джонатан. Базиран на героя Батман на Ди Си Комикс и представлява продължение на Батман в началото (2005), като заема второто място в трилогията Черният рицар. Действието проследява бдителния защитник Батман, лейтенант Джеймс Гордън и окръжния прокурор Харви Дент, които съюзяват усилия, за да разбият организираната престъпност в Готъм Сити. Усилията им обаче се провалят заради Жокера – анархистичен гений, който се стреми да провери докъде е готов да стигне Батман, за да спаси града от хаос. Във филма участват Крисчън Бейл, Майкъл Кейн, Хийт Леджър, Гари Олдман, Арън Екхарт, Маги Джиленхол и Морган Фрийман.
Уорнър Брос Пикчърс поставя като приоритет създаването на продължение след успешното рестартиране на филмовата поредица за Батман с Батман в началото. Кристофър Нолан и съавторът на сценария на Батман в началото — Дейвид Гойър — разработват основните елементи на сюжета, като поставят Харви Дент в центъра на историята, уловен в сблъсъка между Батман и Жокера. При писането на сценария братята Нолан се вдъхновяват от комиксите за Батман от 80-те години и криминални драми, като се стремят да запазят засиленото чувство за реализъм от предишния филм. От април до ноември 2007 г. снимките протичат с бюджет от 185 милиона долара в Чикаго, Хонконг и върху декори в Англия. Черният рицар става първият голям игрален филм, заснет с високорезолюционни IMAX камери. Кристофър Нолан избягва използването на компютърно генерирани изображения, освен когато това е абсолютно необходимо, настоявайки за изпълнение на реални каскади, като преобръщането на 18-колесен камион и взривяването на фабрика.
Черният рицар е промотиран чрез иновативна интерактивна кампания, която първоначално се фокусира върху опровергаването на критиките към избора на Хийт Леджър за ролята на Жокера, тъй като мнозина го смятат за неподходящ за персонажа. Леджър умира от неволна свръхдоза предписани лекарства през януари 2008 г., което предизвиква огромен обществен и медиен интерес към изпълнението му. Когато филмът излиза през юли, Черният рицар получава възторжени отзиви за своя зрял тон и теми, визуален стил и актьорски изпълнения – особено това на Леджър, който получава множество посмъртни отличия, включително Оскар, награда БАФТА и Златен глобус за най-добра поддържаща мъжка роля, превръщайки Черният рицар в първия филм по комикс, отличен с големи индустриални награди. Филмът чупи няколко рекорда в боксофиса и става най-касовият филм на 2008 година, четвъртият най-касов филм на всички времена към момента на излизането си и най-касовият филм за супергерой.
От излизането си насам Черният рицар е оценяван като един от най-великите филми за супергерои, един от най-добрите филми на 2000-те и един от най-добрите филми изобщо. Смята се за „шаблон“ за много съвременни супергеройски продукции, най-вече заради отхвърлянето на типичния стил на филм по комикс в полза на криминална драма с герои от комиксовия свят. Много режисьори се стремят да повторят успеха му, опитвайки се да възпроизведат неговия мрачен и реалистичен тон с различна степен на успех. Черният рицар е предмет на множество анализи заради темите си, свързани с тероризма, както и с ограниченията на морала и етиката. През 2020 г. Библиотеката на Конгреса избира филма за съхранение в Националния филмов регистър на САЩ. Продължението, Черният рицар: Възраждане, излиза през 2012 г. и поставя финал на трилогията за Черния рицар.

## Сюжет
Банда маскирани престъпници ограбва банка, собственост на мафията в Готъм, като един по един се предават и убиват взаимно. Оцелява само един — Жокера, който разкрива, че е мозъкът зад плана, и избягва с парите.
Бдителният Брус Уейн, познат като Батман, окръжният прокурор Харви Дент и лейтенант Джим Гордън се съюзяват с цел да ликвидират организираната престъпност в града. Истинската самоличност на Батман, милиардерът Уейн, публично подкрепя Дент като легитимния защитник на Готъм, вярвайки, че успехът на Дент ще му позволи да се оттегли от ролята си на Батман и да потърси романтична връзка с приятелката си от детските години Рейчъл Доус — въпреки че тя е с Дент.
Мафията на Готъм се събира, за да обсъди как да се защити от Жокера, полицията и Батман. Жокера нахлува на срещата и предлага да убие Батман срещу половината от богатството, което техният счетоводител Лау е укрил, преди да избяга в Хонконг, за да избегне екстрадиция. С помощта на изпълнителния директор на „Уейн Ентърпрайзис“, Лушъс Фокс, Батман проследява Лау в Хонконг и го връща в ареста на полицията в Готъм. Свидетелските му показания позволяват на Дент да залови престъпните фамилии. Босовете приемат офертата на Жокера и той започва да убива ключови фигури, свързани с делото, включително съдията и полицейския комисар. Въпреки че Гордън спасява кмета, Жокера предупреждава, че атаките ще продължат, докато Батман не разкрие самоличността си. Той атакува Дент на благотворителна вечеря и хвърля Рейчъл през прозореца, но Батман я спасява.
Уейн се мъчи да разбере мотивите на Жокера. Икономът му, Алфред Пениуърт, му казва, че „някои хора просто искат да гледат как светът гори“. Дент твърди публично, че той е Батман, за да примами Жокера, който атакува полицейския конвой, транспортиращ Дент. Батман и Гордън залавят Жокера, а Гордън е повишен в комисар. В участъка Батман разпитва Жокера, който заявява, че намира Батман за забавен и няма намерение да го убива. След като разбира чувствата на Батман към Рейчъл, Жокера разкрива, че тя и Дент са държани на различни места, свързани с експлозиви. Батман тръгва да спасява Рейчъл, а Гордън и полицията – към Дент, но откриват, че Жокера е дал разменени адреси. Експлозиите се задействат – Рейчъл загива, а лицето на Дент изгаря наполовина. Жокера бяга от ареста, измъква местоположението на парите от Лау, изгаря ги и го убива.
Консултантът на „Уейн Ентърпрайзис“, Коулман Рийс, разкрива самоличността на Батман и опитва да я издаде, но Жокера заплашва, че ще взриви болница, ако Рийс не бъде убит. Докато полицията евакуира болниците, а Гордън се опитва да защити Рийс, Жокера се среща с обезверения Дент и го убеждава да поеме закона в свои ръце и да отмъсти за Рейчъл. Дент започва да взема решения чрез изгорената си двулицева монета и убива корумпираните полицаи и мафиоти, отговорни за смъртта ѝ. Градът изпада в паника. Жокера разкрива, че два евакуационни ферибота — единият с цивилни, другият с осъдени — са снабдени с експлозиви. Ако едната група не взриви другата до полунощ, и двете ще загинат. За негова изненада, пътниците отказват да се унищожат взаимно. Батман обезврежда Жокера, но отказва да го убие. Преди полицията да го арестува, Жокера заявява, че въпреки че Батман е останал некорумпиран, планът му да разврати Дент е успял.
Дент взима семейството на Гордън за заложници, обвинявайки го за смъртта на Рейчъл. Хвърля монетата, за да решава съдбите им, но Батман ги спасява, като се хвърля върху него и така Дент загива. Смятайки, че Дент е героят, от който Готъм се нуждае, Батман поема вината за смъртта му и престъпленията му и убеждава Гордън да скрие истината. Алфред изгаря недоставено писмо от Рейчъл до Уейн, в което тя признава, че е избрала Дент. Фокс унищожава системата за масово наблюдение, с чиято помощ Батман открива Жокера. Градът оплаква Дент като герой, а полицията започва да издирва Батман.

## Актьорски състав
- Крисчън Бейл – Брус Уейн / Батман, богат светски човек, който като дете преживява травма след убийството на родителите си. Уейн тайно действа като героичния бдител Батман.[4]
- Майкъл Кейн – Алфред Пениуърт, бащинска фигура за Уейн, негов иконом и довереник.[5][6]
- Хийт Леджър – Жокера, престъпен гений и анархист, решен да посее хаос и поквара из Готъм.[4][7][8]
- Гари Олдман – Джеймс Гордън, един от малкото честни полицаи в Полицейското управление на Готъм, който помага на Батман в битката му срещу престъпността.[7][9]
- Арън Екхарт – Харви Дент / Двуликия, благородният окръжен прокурор на Готъм, който се превръща в отмъстителен бдител.[7][10][11]
- Маги Джиленхол – Рейчъл Доус, заместник-окръжен прокурор и приятелка от детските години на Уейн, разкъсвана между чувствата си към него и към Дент.[12]
- Морган Фрийман – Лушъс Фокс, главен изпълнителен директор на „Уейн Ентърпрайзис“, който снабдява Батман с технологии и оборудване за неговата кампания.[13][14][15]

Ерик Робъртс, Майкъл Джай Уайт и Ричи Костър се появяват като престъпните босове Сал Марони, Гамбол и Чеченеца съответно, докато Чин Хан изпълнява ролята на Лау, китайски престъпен банкер. В актьорския състав на Полицейското управление на Готъм влизат Колин Макфарлейн като комисар Джилиън Б. Лоуб, Кийт Сарабайка и Рон Дийн като детективите Стивънс и Уорц, Моник Габриела Кърнен като младши детектив Ана Рамирес и Филип Булкок като Мърфи.
Във филма участват също Джошуа Харто като Коулман Рийс, Антъни Майкъл Хол като телевизионния репортер Майк Енгел, Нестор Карбонел като кмета Антъни Гарсия, Уилям Фихтнър като банковия мениджър, Нидя Родригес Терасина като съдия Сурийо, Том Листър Джуниър като затворник, Беатрис Розен като руската балерина и придружителка на Уейн, и Дейвид Дастмалчян като параноидно-шизофреничния помощник на Жокера – Томас Шиф. Мелинда Макгроу, Нейтън Гембъл и Хана Гън влизат в ролите на съпругата на Гордън – Барбара, сина им Джеймс Джуниър и дъщеря им. Черният рицар включва и няколко камео: Килиън Мърфи отново се появява като Джонатан Крейн / Плашилото от Батман в началото; музикантът Мат Скиба; както и сенаторът на САЩ и фен на Батман Патрик Лийхи, който също се появява или озвучава герои в други адаптации по Батман.

## Производство

### Разработка
След критическия и финансов успех на Батман в началото (2005), филмовото студио Уорнър Брос Пикчърс поставя на приоритетно място създаването на продължение. Въпреки че Батман в началото завършва със сцена, в която Батман получава жокер карта – загатвайки появата на неговия архинов враг Жокера – Кристофър Нолан първоначално не възнамерява да прави продължение и не е сигурен дали Батман в началото ще бъде достатъчно успешен, за да го оправдае. Кристофър и съпругата му, дългогодишната му продуцентка Ема Томас, никога дотогава не са работили по филмово продължение, но заедно със сценариста Дейвид Гойър обсъждат идеи за такова още по време на снимките. Гойър разработва концепция за две продължения, но Нолан все още не е сигурен как да продължи историята на Батман в началото, така че да остане последователна и актуална. Въпреки това, той проявява интерес към включването на Жокера в реалистичния и приземен стил, характерен за първия филм. Разговорите между Уорнър Брос Пикчърс и Нолан започват скоро след кинопремиерата на Батман в началото, а развитието на проекта стартира след като завършва продукцията на другия му филм — Престиж (2006).

### Сценарий
Гойър и Кристофър работят заедно в продължение на три месеца, за да изградят основните сюжетни линии на Черният рицар. Двамата искат да изследват темата за ескалацията и идеята, че извънредните усилия на Батман да се справи с обикновената престъпност водят до насрещна ескалация от страна на престъпниците, привличайки Жокера, който използва терора като оръжие. Сцената с жокер картата в Батман в началото цели да покаже илюзията в убеждението на Батман, че войната му срещу престъпността ще бъде временна. Гойър и Кристофър умишлено не включват реални препратки към тероризма, войната срещу терора или американското законодателство по темата, защото вярват, че откровени политически послания биха разсеяли вниманието от историята. Вместо това, искат тя да резонира с и да отразява съвременната публика. Кристофър описва Черният рицар като отражение на собствения си „страх от анархия“, а Жокера — като „някой, който просто иска да разруши света около себе си“.
Въпреки че е почитател на Батман (1989), в който Жокера е изигран от Джак Никълсън, Гойър не намира тази версия за страшна и иска Жокерът в Черният рицар да бъде мистериозен, вече напълно оформен персонаж, подобен на акулата в Челюсти (1975), без „клиширан“ произход. Кристофър и Гойър не дават на своя Жокер история за произход или характерова дъга, вярвайки, че това го прави по-страшен; Кристофър определя техния филм като „възходът на Жокера“. Те смятат, че заплахата от злодеи като Ханибал Лектър и Дарт Вейдър е била отслабена от по-късни филми, които показват как са станали такива.
С помощта на Кристофър неговият брат Джонатан прекарва шест месеца, развивайки историята в чернова на сценария. След като я предава на Уорнър Брос, Джонатан я преработва още два месеца, докато Кристофър приключва снимките на Престиж. Двамата работят съвместно върху финалната версия на сценария през следващите шест месеца по време на предпродукцията на Черният рицар. Джонатан намира „трогателния“ финал за най-интересната част от сценария; той винаги показва Батман, бягащ от полицията, но първоначално сцената е представена с прескачане по покривите, а по-късно е променена така, че той да се измъква с Батпода си — мотороподобното превозно средство. Диалогът, който Джонатан счита за най-съществен — „умираш като герой или живееш достатъчно дълго, за да станеш злодей“ — се появява късно в процеса на разработка. Под влияние на филми като Кръстникът (1972) и Жега (1995), и запазвайки тона на Батман в началото, готовият сценарий напомня повече на криминална драма, отколкото на традиционен филм за супергерои.
Влияния от комиксите включват творчеството на Франк Милър от 80-те години, което представя героите в сериозен тон, както и лимитираната поредица Батман: Дългият Хелоуин (1996–1997), която изследва отношенията между Батман, Дент и Гордън. Дент е написан като централна фигура в Черният рицар, като ядрото на конфликта между Батман, който вярва, че Дент е героят, от който градът се нуждае, и Жокера, който иска да докаже, че дори най-праведният човек може да бъде покварен. Кристофър заявява, че заглавието се отнася както за Дент, така и за Батман. Той вижда в Дент двойственост, подобна на тази на Батман, което създава интересен драматичен потенциал.
Фокусирането върху Дент означава, че Брус Уейн / Батман е представен като сравнително статичен персонаж, който не претърпява драстично развитие. Кристофър Нолан определя писането на Жокера като най-лесната част от сценария. Братята Нолан идентифицират чертите, характерни за всички негови медийни превъплъщения, и черпят вдъхновение както от комиксите, така и от злодея д-р Мабузе от филмите на Фриц Ланг. Графичният роман Батман: Убийствената шега (1988) на Алън Мур не влияе пряко на основната история, но Кристофър смята, че тълкуването на Жокера като човек, който иска да докаже, че всеки може да стане като него, ако бъде достатъчно притиснат, помага на братята Нолан да придадат цел на един „по природа безцелеви“ персонаж. Жокера е написан като чисто зъл психопат и анархист, който няма нито разум, нито логика, нито страх и който поставя моралните и етични граници на Батман, Дент и Гордън на изпитание. По-късно Кристофър и Джонатан осъзнават, че неволно са написали версия на героя, която силно напомня за първата му поява в Батман #1 (1940). Финалната сцена, в която Жокера заявява, че той и Батман са обречени да се борят завинаги, не е замислена като намек за продължение, а като послание, че тези двама диаметрално противоположни герои ще бъдат в постоянен конфликт, тъй като отказват да се убият един друг.

### Кастинг
Описвайки как се развива героят му след Батман в началото, Крисчън Бейл казва, че Уейн се променя от млад, наивен и гневен мъж, търсещ цел, в герой, обременен от осъзнаването, че войната му срещу престъпността изглежда безкрайна. Понеже новият костюм на Батман му позволява да бъде по-подвижен, Бейл не увеличава мускулната си маса толкова, колкото за предишния филм. Кристофър нарочно прикрива бойните сцени в първия филм, защото иска да представи Батман от гледната точка на престъпниците. Подобрената конструкция на костюма му дава възможност да покаже повече от обучението на Бейл по бойния стил Кейси.
Кристофър е наясно, че популярната интерпретация на Жокера от Джак Никълсън ще провокира сравнения, и търси актьор, способен да понесе подобно внимание. Избирането на Хийт Леджър за ролята през август 2006 г. е критикувано от някои представители на индустрията и част от публиката, които смятат, че той не е подходящ за образа. Изпълнителният продуцент Чарлс Роувън обаче заявява, че Леджър е единственият сериозно обмислян кандидат и че положителният прием на Батман в началото ще помогне да се тушира скептицизмът. Кристофър е уверен в избора си, тъй като разговорите между него и Леджър показват, че имат сходни виждания относно образа на Жокера. Леджър споделя, че е изпитвал известно притеснение да наследи ролята от Никълсън, но че предизвикателството го е въодушевявало. Той описва своята интерпретация като „психопатичен, масов убиец, шизофреничен клоун без капка емпатия“ и съзнателно избягва да го хуманизира. Вдъхновява се от Алекс от филма Портокал с часовников механизъм (1971), както и от британските музиканти Джон Лайдън и Сид Вишъс.
Леджър се усамотява в хотелска стая за около месец, докато чете съответните комикси. Развива гласа на героя, смесвайки висок и нисък тембър, вдъхновен от изпълнения на коремни говорители. Бойният му стил е създаден така, че да изглежда импровизиран и хаотичен. В продължение на още четири месеца Леджър създава „дневник на Жокера“, пълен с изображения и елементи, които според него резонират с персонажа — включително находката, че героят намира болестта СПИН за смешна. Описвайки изпълнението си, Леджър казва: „Това е най-забавното преживяване, което съм имал с даден герой и вероятно ще остане такова… Беше изтощителен процес. В края на деня не можех да се движа. Не можех да говоря. Бях напълно разбит“. В интервю от ноември 2007 г. Леджър казва, че когато се ангажира с дадена роля, има проблеми със съня, защото не може да изключи съзнанието си, и по време на снимките често спи едва по два часа на нощ.
Кристофър иска да избере актьор с изцяло американска, „героична осанка“ за ролята на Харви Дент — нещо, което той сравнява с Робърт Редфорд, но с подповърхностен гняв или тъмнина. Обмисляни са Джош Лукас, Райън Филипи и Марк Ръфало, както и Мат Деймън, който не може да се ангажира поради конфликт в графика. По думите на Кристофър, Арън Екхарт притежава типично американски чар и „аурата… на добър човек, тласнат твърде далеч“. Екхарт споделя, че намира за интересни противоречивите персонажи; според него разликата между Дент и Батман е в границите, до които са готови да стигнат за своите каузи, и че след покварата на Дент той остава борец срещу престъпността, но преминава в крайност, защото не понася ограниченията на закона. Представянето му е повлияно от семейство Кенеди, особено от Робърт Кенеди, който също води борба с организираната престъпност с идеалистичен поглед към закона. При обсъжданията на трансформацията на Дент в Двуликия, Екхарт и Кристофър се съгласяват да пренебрегнат „цветната“ интерпретация на Томи Лий Джоунс в Батман завинаги (1995), в която героят има розова коса и носи костюм с различен дизайн, и вместо това залагат на по-реалистичен костюм в неутрални тонове, леко обгорен.
Гари Олдман описва своята роля като лейтенант Джеймс Гордън от Полицейското управление на Готъм с думите, че Гордън е „моралният център“ на Черният рицар — честен и некорумпиран герой, който се бори с границите на собствената си етика. Маги Джиленхол заменя Кейти Холмс в ролята на Рейчъл Доус, след като Холмс избира да участва в криминалната комедия Луди пари (2008). Джиленхол подхожда към образа като към нов герой и не се позовава на предишното изпълнение на Холмс. Кристофър описва Рейчъл като емоционалната връзка между Уейн и Дент, която в крайна сметка се превръща в още една лична загуба, подхранваща характера на Уейн. Джиленхол работи в тясно сътрудничество с Кристофър върху изграждането на персонажа, защото иска Рейчъл да бъде важна и значима, въпреки ограниченото си екранно време. Музикантът Дуайт Йоукам отказва роля на банков мениджър или корумпиран полицай, тъй като записва албум. Хонконгският актьор Едисън Чен също има роля във филма, но голяма част от сцените му са изрязани след участието му в скандал със сексуални снимки.

### Предпродукция
През октомври 2006 г. екипът по локациите провежда огледи за Готъм Сити в Обединеното кралство — в Ливърпул, Глазгоу, Лондон и части от Йоркшир — както и в няколко американски града. Кристофър Нолан избира Чикаго, защото харесва района и смята, че предлага интересни архитектурни елементи, без да е толкова разпознаваем като градове като Ню Йорк. Чикагските власти вече оказват подкрепа по време на снимките на Батман в началото, като позволяват продукцията да затваря участъци от улици, магистрали и мостове. Кристофър иска да замени по-естествените, живописни локации от предишния филм, като Хималаите и пещерите, с модерен, структуриран градски пейзаж, който Жокерът може да разруши. Художникът на продукцията Нейтън Кроули казва, че чистите, прави линии в чикагската архитектура подчертават атмосферата на градска криминална драма, към която се стремят, и че Батман всъщност е помогнал да се подобри образът на града. Разрушаването на имението Уейн в Батман в началото им дава възможност да преместят Уейн в модерен, минималистичен пентхаус, отразяващ неговата самота. Въпреки това, продукцията използва декори за някои интериори, като бункера на Батман — заместител на неговата пещера — който се намира в покрайнините на града. Екипът обмисля да го постави в мазето на пентхауса, но решава, че това би било твърде нереалистично решение.
По-голямата част от Черният рицар е заснета с камерите Панафлекс Милениум XL и Платинум на Панавижън, но Кристофър иска около 40 минути от филма да бъдат заснети с IMAX камери — технология с висока резолюция, използваща 70 мм филм вместо по-разпространения 35 мм. Крайният филм включва между 15 и 20% IMAX кадри, което се равнява на около 28 минути екранно време. Това го прави първата голяма холивудска продукция, която използва IMAX технология, до този момент използвана предимно за документални филми. Уорнър Брос първоначално не одобрява използването на технологията, тъй като камерите са големи и трудно управляеми, а цената за заснемане и проявяване на лентата е до четири пъти по-висока от тази на 35 мм филм. Кристофър отбелязва, че ако тези камери могат да се използват на връх Еверест, то могат да се използват и за Черният рицар, и възлага на оператора Уоли Фистър и екипа му да започнат обучение с техниката през януари 2007 г., за да проверят нейната приложимост. Кристофър особено настоява прологът с банковия обир да бъде заснет на IMAX, за да покаже от самото начало разликата в мащаба между Черният рицар и Батман в началото.

### Заснемане

#### В Чикаго
Основните снимки започват на 18 април 2007 г. в Чикаго с бюджет от 185 милиона долара. За филма операторът Уоли Фистър избира да комбинира „ръждиво-стилната“ визия от Батман в началото с цветната схема в стил „здрач“ от Престиж — кобалтово синьо, зелено, черно и бяло — отчасти, за да компенсира прекалено тъмните сцени в Батман в началото. За да избегне излишно внимание, снимките в Чикаго протичат под работното заглавие Първата целувка на Рори, но истинската същност на продукцията бързо е разкрита от медиите. Домашните видеа на Жокера са заснети и основно режисирани от Леджър. Майкъл Кейн споделя, че забравя репликите си по време на сцена с едно от тези видеа заради „поразяващото“ изпълнение на Леджър.
Първата заснета сцена за Черният рицар е банковият обир, заснет за пет дни в старата поща на Чикаго. Сцената е използвана за тестване на IMAX технологията и е предназначена и за маркетингова кампания. Заснемането е предизвикателно заради четиридневната обработка на кадрите. През май екипът се премества в Англия, а през юни се връща в Чикаго.
Пентхаусът на Уейн е заснет в лобито на Илинойс Център 1, където са скрити асансьорите с библиотечни рафтове, а етаж от Илинойс Център 2 е използван за благотворителното събитие на Уейн. Срещата между Батман и Жокера се заснема тук, а прозорците са покрити със зелен екран за добавяне на градски пейзажи.
През юли три седмици са отделени за заснемането на каскадната сцена с камиона. Нолан импровизира включването на сцена с ван на специалните части, преминаващ през бетонна бариера. Сцената продължава на ЛаСейл Стрийт, където е осъществен каскадно преобръщане на камион и сцената с падащия хеликоптер, като са използвани и улиците Монро, Рандълф и гарата Рандолф.
Крайбрежието на кея Нейви е използвано за сцена с ферибот, в която участват 800 статисти. Сградата Прюит Билдинг, където е финалната конфронтация между Батман и Жокера, е заснета в строящата се тогава Тръмп Тауър, но собствениците не позволяват опасна каскада, затова тя е заснета на 40-ия етаж на друга сграда. За експлозията на болницата в Готъм е използвана изоставена фабрика на Сисеро Авеню. Снимките в Чикаго приключват на 1 септември със сцена на катастрофа с колата на Уейн.
Други чикагски локации включват езерото Мичиган (като Карибско море), сградата Дейли Център („Уейн Ентърпрайзис“ и съдебната зала), ресторантите Бергхоф и Туин Анчърс, клуб Саунд Бар, Маккомик Плейс (интериори на „Уейн Ентърпрайзис“) и Чикагския театър. Сградата 330-та улица е използвана за офиси на Дент, кмета Гарсия и комисар Лоуб, като 13-ият ѝ етаж е трансформиран в заседателна зала на „Уейн Ентърпрайзис“ с 80-футова стъклена маса и светлинни ефекти. Паркингът на улица Рандолф е използван за сцена, в която Батман хваща Плашилото и самозванци. Нолан иска да включи ротвайлери, но трудно намира дресьор.
Сцената, в която Батман наблюдава града от покрива, е заснета на Уилис Тауър. Вместо каскадьор, Бейл настоява сам да изпълни сцената. Снимките в Чикаго продължават 13 седмици, като допринасят с около 45 милиона долара за местната икономика и осигуряват хиляди работни места.

#### В Англия и Хонгконг
Много от интериорните сцени на Черният рицар са заснети в студио Пайнууд (Бъкингамшър) и в авиационно хале в Кардингтън (Бедфордшър), включително бункера на Батман, чието изграждане отнема шест седмици. Дизайнът му е вдъхновен от архитектурата на Чикаго от 60-те години, използвайки съществуващия бетонен под и 61-метров таван за създаване на просторна перспектива. Поради неподходящата височина на халето, е изградена отделна метална конструкция за поддържане на тавана и осветлението. След напускането на Чикаго през май, снимките в Обединеното кралство включват ресторанта Критерион (вечерята между Рейчъл, Дент и Уейн) и сцена от Готъм Нюз, заснета в Университета на Уестминстър. Щабът на полицейското управление е пресъздаден във Фармило Билдинг. По време на сцената с разпита Леджър моли Бейл да го удари истински – Бейл отказва, но Леджър се хвърля толкова силно в декора, че наранява стените.
През септември се снимат интериорите за сцените с ферибота, болницата и сградата Прюит. До средата на октомври се заснемат сцени с Рейчъл, заложена сред варели с бензин, в Батърсий Пауър Стейшън. За да се защити сградата (паметник на културата), пред нея е изградена фалшива стена, облицована с експлозиви. Взривът обърква местни жители, които подават сигнал до службите, мислейки, че става терористичен акт. Снимките в Англия приключват в края на октомври с кадри на зелен екран за каскадната сцена с камиона и сцени с падането на Рейчъл, заснети в Кардингтън (123).
Последните девет дни от продукцията се провеждат в Хонконг – със заснемане на въздушни кадри от Международния финансов център, сградата Сентрал, хотел Пенинсула и Куйнс Роуд. Заснета е и каскада, в която Батман улавя самолет C-130 по време на полет. Планувана каскада, в която Батман скача от една сграда към друга, е отменена заради отказ на властите да позволят използването на хеликоптер – операторът Фистър нарича чиновниците „кошмарни“. Кристофър Нолан отрича слуховете, че друга сцена – скок във Виктория Харбър – е отменена поради замърсяване, като обяснява, че това е било решение на сценаристите. Снимките приключват на 15 ноември, навреме и под бюджета.

### Постпродукция
Монтажът е в ход през януари 2008 г., когато Леджър, на 28 години, умира от случайно предозиране с предписани медикаменти. Появява се слух, че отдадеността му към ролята на Жокера влияе върху психичното му състояние, но по-късно това е опровергано. Кристофър споделя, че монтажът на филма става „изключително емоционален, точно когато той почина, да се налага да го гледам всеки ден [по време на монтажа]… но истината е, че се чувствам много късметлия, че имах нещо продуктивно, с което да се занимавам, че имах изпълнение, с което той беше много, много горд и което ми беше поверил да завърша“. Тъй като Кристофър предпочита звукът да се записва по време на снимките, вместо да се презаписва впоследствие, работата на Леджър е напълно заснета още преди смъртта му, и режисьорът не променя нищо по сюжета на Жокера в отговор на случилото се. Кристофър добавя посвещение към Леджър и каскадьора Конуей Уиклиф, който загива по време на репетиции за каскада с „Тъмблър“ (автомобила на Батман).
Заедно с главния монтажист Лий Смит, Кристофър прилага „агресивен монтажен подход“, за да постигне крайното времетраене на Черният рицар от 152 минути. Кристофър казва, че не е изрязана нито една сцена, защото вярва, че всяка от тях е съществена, и че излишният материал е премахнат още преди снимките. Братята Нолан изпитват трудности при доизчистването на сценария с цел съкращаване на времетраенето. След като премахват толкова много сцени, че историята започва да изглежда неразбираема, те връщат част от тях обратно.

### Специални ефекти и дизайн
За разлика от дизайна в Батман в началото, който е ограничен от необходимостта да представи Батман, приемането от публиката на реалистичната обстановка дава на Черният рицар повече свобода в дизайна. Крис Корбулд, супервайзър на специалните ефекти, ръководи 700 ефектни кадъра. ефектите са относително малко, тъй като Кристофър използва компютърно генерирани изображения само там, където практически ефекти не са възможни. Нейтън Кроули проектира „Батпод“ (мотора на Батман). Екипът на Корбулд построява мотора, базиран на прототип, който Кроули и Нолан сглобяват от различни търговски модели. Необичайното, широко гумено превозно средство може да се управлява само от каскадьора Жан-Пиер Гой след месеци тренировки. Експлозията в болницата на Готъм не е предвидена в сценария, а е добавена по време на снимки, защото Корбулд смята, че може да бъде реализирана.
Линди Хеминг, Кроули, Нолан и Джами Рама преосмислят костюма на Батман, за да е по-удобен и гъвкав. Те разработват костюм от еластичен материал, покрит с над 100 уретанови бронирани части. Скулпторът Джулийн Марай разработва изгорелия дизайн на лицето на Дент след преминаване през варианти, „твърде реалистични и страховити“, той избира по-фантастична и детайлна, но по-малко отблъскваща версия. Хеминг създава визията на Жокера. Облеклото включва лилаво сако, зелен елек, винтидж риза и тънка вратовръзка в стил 60-те, предложена от Леджър. Екип, воден от Конър О'Съливан, създава белезите на Жокера вдъхновени от мъж с белези, когото среща, използвайки собствен метод за гъвкави, кожоподобни протези. Гримът на Жокера от Джон Калиън Джуниър е „органичен“, сякаш износен с дни; Леджър е инструктиран да „свива“ лицето си, за да се образуват пукнатини и текстури при нанасянето. Липсата на равномерност и личното му нанасяне на червилото са ключови за образа му.

### Музика
Композиторите Джеймс Нютън Хауърд и Ханс Цимер, които също работят по Батман в началото, композира музиката за Черният рицар, защото Кристофър Нолан счита, че е важно да създаде мост между музикалния и повествователния стил на двата филма. Саундтракът се записва в Еър Студиос в Лондон. Хауърд и Цимер създават музиката без да гледат филма, тъй като Кристофър иска те да се влияят от героите и сюжета, а не от конкретни сцени на екрана. Композиторите разделят задачите си по герои – Хауърд се фокусира върху Дент, а Цимер — върху Батман и Жокера. Цимер не смята Батман за изцяло благороден и създава темата така, че да не изглежда „супергеройска“. Хауърд пише около десет минути музика за Дент, като иска да го изобрази като американец, символизиращ надеждата, но който преминава през емоционален екстремум и морална корупция. Той използва духовите инструменти както за моралното му изкачване, така и изкривява звука при промяната му.
Цимер иска да използва само една нота за темата на Жокера; той казва: „Представете си една нота, която започва леко възбудена, после преминава в сериозно раздразнение и накрая сякаш ви откъсва главата“. В крайна сметка не успява да го постигне и използва две ноти с редуващи се темпа и „панк“ влияние. Темата се влияе от електронни пионери и от работата на Цимер с рок групата Демнд. Той иска да предаде елементи от корупцията, безразсъдството и „световната другост“ на Жокера чрез съчетание на електронна и оркестрова музика, като модифицира почти всяка нота след записа, за да имитира звуци като гръмотевици и бръсначи. Той се опитва да създаде оригинални звуци със синтезатори, като инструктира музикантите да започнат с една нота и постепенно да преминат към втората в рамките на три минути; музикантите намират това за трудно, защото е обратното на обучението им. Отнема няколко месеца да се постигне желаният от Цимер резултат. След смъртта на Хийт Леджър Цимер обмисля да премахне темата и да направи по-традиционна, но заедно с Хауърд решават, че трябва да почетат изпълнението му.

## Премиера

### Маркетинг и борба с пиратството
Маркетинговата кампания на Черният рицар се разработва от компанията за алтернативни реалности Ентъртейнмънт 42. Кристофър Нолан иска екипът да се съсредоточи върху преодоляването на негативната реакция спрямо избора на Леджър за Жокера и върху контролирането на разкриването на визията на героя. Вдъхновена от сценария и комиксите Убийствената шега, Дългият Хелоуин и Лудница Аркам (1989), Ентъртейнмънт 42 разпределя кампанията във времето, около годишни събития, въпреки че Уорнър Брос отхвърля идеи като Дядо Коледа в стил Жокера, ковчези с тракащи зъби за Деня на майката (пародия към покойната майка на Уейн) и актьори, облечени като Батман, върху покриви поради съображения за безопасност.
Кампанията започва през май 2007 г. с плакати от кампанията на Дент и жокерски карти с надписа „Аз вярвам в Харви Дент“, скрити в комикси в магазини из САЩ. Това води хората към уебсайт, където може да се подаде имейл адрес, за да се разкрие по един пиксел от скрито изображение на Жокера; необходими са около 97 000 имейла и 20 часа, за да се покаже цялата визия, която получава положителна реакция. На Сан Диего Комик-Кон Ентъртейнмънт 42 модифицира 11 000 еднодоларови банкноти с образа на Жокера и фразата „Защо толкова сериозно?“, които насочват притежателите им към определена локация. Първоначалният план банкнотите да бъдат хвърляни от балкон е отменен отново поради съображения за безопасност, така че се разпространяват дискретно сред участниците. Макар че се очаква събитието да привлече няколко хиляди души, в крайна сметка се включват около 650 000, участвайки в дейности като обаждания на номер, изписан на прелитащ самолет, и носене на грим като Жокера, докато извършват „хаотични актове“ заедно с актьори. В световен мащаб фенове снимат букви от табели, за да сглобят писмо за откуп. Кампанията в САЩ включва и хора, които изваждат мобилни телефони на Нокия — партньор на филма — от торти, което води до ранен достъп до пролога на филма с банковия обир още преди официалната му премиера през декември. Появата на Леджър в тази сцена е добре приета и променя дискурса около избора му за Жокера.
След смъртта на Леджър кампанията продължава без промени, като се фокусира върху изборите на Харви Дент — тема, вдъхновена от тогавашната президентска надпревара в САЩ през 2008 г. Уорнър Брос се опасява, че обществото не познава добре образа на Дент, затова включва в кампанията табели, стикери и „Дентмобили“, които обикалят американски градове, за да повишат популярността му. Кампанията завършва през юли с прожектиране на сигнала на Батман в Чикаго и Ню Йорк, който по-късно е „осквернен“ от Жокера. Професионалисти в индустрията оценяват кампанията като иновативна и изключително успешна.
Уорнър Брос отделя шест месеца за борба с пиратството; през 2005 г. индустрията губи приблизително 6,1 милиарда долара от нелегално разпространение. Методите за доставка на киноленти се разнообразяват, а всяко копие има проследима верига на съхранение. Част от персонала в киносалоните получава уреди за нощно виждане, за да идентифицира хора, които записват филма — един такъв човек е заловен в Канзас Сити. Уорнър Брос счита стратегията си за успешна, като първата пиратска копия със „слабо осветление“ се появяват чак 38–48 часа след най-ранната премиера в Австралия.

### Контекст
Спрямо боксофис приходите от 9,7 милиарда долара през 2007 г., за 2008 г. се очакват по-ниски постъпления поради големия брой комедии, които се конкурират една с друга, както и пускането на филми с по-мрачен тон — като Черният рицар — по време на покачващи се разходи за живот и предизборна умора в САЩ. Планират се по-малко продължения, които обикновено се представят добре, и само четири — Черният рицар, Хрониките на Нарния: Принц Каспиян, Мумията: Гробницата на Императора Дракон и Индиана Джоунс и кралството на кристалния череп — се предвиждат като големи хитове. От тях само Кралството на кристалния череп се очаква безпроблемно да премине границата от 300 милиона долара.
Черният рицар се прогнозира да се продава добре благодарение на голямото очакване от публиката, положителните ревюта преди премиерата и рекордните 3,5 милиона долара в IMAX предварителни продажби. Очакванията поставят дебютните му приходи над тези на Железният човек (102,1 милиона долара), но под рекорда на Спайдър-Мен 3 (2007) с 151,1 милиона. Анализатори посочват, че успехът на филма зависи и от дългата му продължителност, която ограничава броя прожекции на ден, както и от контрапрограмирането с романтичната комедия Mamma Mia!, която се представя добре сред женската аудитория, и семейната анимация Космически шимпанзета. Съществува и възприятие за таван на финансовия успех на филми за Батман — филма от 1989 г. продължава да бъде най-касовата в поредицата до този момент. Премиерата на Черният рицар се провежда на 14 юли в IMAX в Ню Йорк. За събитието се затваря блок от Бродуей и се включва изпълнение на живо на музиката от филма, дирижирано от Хауърд и Цимер. Според Холивуд Рипортър Леджър получава няколко овации, а на афтърпартито ръководството на Уорнър Борс се опитва да балансира между празнуването на успешната реакция и почитането на Леджър.

### Боксофис
На 18 юли 2008 г. е приерата Черният рицар в САЩ и Канада, поставяйки рекорд с 4366 киносалона и приблизително 9200 екрана. През премиерния уикенд филмът печели 158,4 милиона долара — средно по 36282 долара от кино — като подобрява рекорда на Спайдър-Мен 3 и излиза начело пред Mamma Mia! (27,8 милиона) и Ханкок (14 милиона) в третата му седмица. Поставя и още рекорди: за най-касов ден в историята (67,2 милиона долара в петък), за неделя (43,6 милиона), за премиера в полунощ (18,5 милиона от 3000 прожекции), както и за дебют в IMAX (6,3 милиона от около 94 локации). Освен това регистрира втория най-касов съботен ден (47,7 милиона), след Спайдър-Мен 3, и допринася за най-успешния уикенд в историята на киното — общо 253,6 милиона долара. Филмът се възползва от многократни гледания от по-младата публика и от широката си привлекателност — 52% от зрителите са мъже, като половината от аудиторията е под 25 години, а останалата част — 25 или повече.
Черният рицар продължава да чупи рекорди с най-касовата дебютна седмица (238,6 милиона долара), както и с най-високи резултати за трети, четвърти, пети, шести, седми, осми, девети и десети ден. Поставя рекорд и за най-печеливш понеделник, който не е празник (24,5 милиона), и най-добър вторник, който не е премиерен (20,9 милиона), както и втори най-касов ден – сряда, отново извън премиера (18,4 милиона), след Трансформърс (29,1 милиона). Филмът запазва първото място и във втория си уикенд с общи приходи от 75,2 милиона, пред Доведени братя (31 милиона), което го прави най-касовият втори уикенд в историята. Остава на върха и през третата (42,7 милиона) и четвъртата (26,1 милиона) седмица, преди да падне на второ място в петата, когато дебютира Тропическа буря (25,8 милиона), а The Dark Knight печели 16,4 милиона. Черният рицар остава в топ 10 цели десет седмици и става най-бързо преминалият границата от 400 милиона долара (за 18 дни) и 500 милиона (за 45 дни). Когато прожекциите му вече са сведени до по-малко от 100 киносалона, през януари 2009 г. Уорнър Брос го преиздава в 300 салона с цел повишаване на профила му по време на номинациите за 81-вите награди Оскар. Това увеличава общите му приходи до 533,3 милиона долара преди окончателното му изтегляне от кината на 5 март след 33 седмици прожекции. Така той става най-касовият филм по комикс, супергеройски филм и филм за Батман; най-печелившият филм на 2008 г. и вторият най-касов филм в историята (без корекция спрямо инфлацията), след романтичната драма Титаник (600,8 милиона).
Черният рицар излиза първо в Австралия и Тайван на 16 юли 2008 г. (сряда) и дебютира в 20 международни пазара до края на уикенда. Комбинираните приходи възлизат на около 40 милиона долара, поставяйки го на второ място след Ханкок (44,8 милиона), който се прожектира в почти четири пъти повече държави. До края на август Черният рицар вече се прожектира в 62 страни, макар че Уорнър Брос решава да не го пуска в Китай поради „редица предпремиерни условия... както и културни чувствителности към определени елементи от филма“. Международните приходи достигат около 469,7 милиона долара, като най-големи пазари са Обединеното кралство (89,1 милиона), Австралия (39,9 милиона), Германия (29,7 милиона), Франция (27,5 милиона), Мексико (25 милиона), Южна Корея (24,7 милиона) и Бразилия (20,2 милиона). Така той става вторият най-касов филм за годината след Кралството на кристалния череп.
До януари 2009 г. филмът вече натрупва 997 милиона долара в световен мащаб. Преиздаването му по време на сезона на наградите му позволява да премине границата от 1 милиард долара през февруари, достигайки в крайна сметка 1,003 милиарда. Това го прави първия супергеройски филм, преминал 1 милиард, най-касовия филм за 2008 г. в световен мащаб, четвъртият филм с подобен резултат в историята и четвъртият най-касов филм по онова време, след Карибски пирати: Сандъкът на мъртвеца (1,066 милиарда), Властелинът на пръстените: Завръщането на краля (1,119 милиарда) и Титаник (1,842 милиарда). Към юни 2025 г., благодарение на допълнителни преиздавания, общите му приходи нарастват до 1,009 милиарда долара.

### Домашна употреба
Черният рицар излиза на DVD и Blu-ray през декември 2008 г. Изданието включва кутия с подвижна обложка, под която се разкрива обложка, версия с Жокера. Включени са и допълнителни материали за оборудването на мотора на Батман, използваната в сюжета психология, шест епизода от измислената новинарска програма Готъм Тунайт, както и галерия с концептуално изкуство, плакати и карти на Жокера. Blu-ray изданието предлага и интерактивни елементи, представящи как са заснети някои от сцените. Отделно лимитирано Blu-ray издание съдържа фигурка на мотора. Черният рицар продава 3 милиона копия още в първия ден от пускането си на пазара в САЩ, Канада и Обединеното кралство, като Blu-ray форматът съставлява приблизително 25–30% от продажбите — около 600 000 бройки. Това се случва в ранната фаза на Blu-ray формата и се счита за голям успех, тъй като надминава предишния рекорд на Железният човек от 250 000 продадени диска и показва, че популярността на формата нараства. През 2011 г. Черният рицар става първият филм на голямо студио, който е пуснат за наемане чрез дигитална дистрибуция във Фейсбук. През декември 2017 г. се появява ремастерирано издание с 4K резолюция, надзиравано от Кристофър Нолан. То излиза като комплект, включващ 4K Ultra HD Blu-ray, стандартен Blu-ray и дигитално копие, както и всички специални бонуси от предишните издания.

## Прием
Черният рицар получава възторжени оценки от критиците. В сайта Rotten Tomatoes филмът държи 94% одобрение на базата на 347 рецензии, със средна оценка 8.6/10. Общото заключение гласи: „Тъмен, сложен и незабравим, Черният рицар успява не просто като развлекателен филм по комикс, а като дълбоко вълнуваща криминална сага“. В Metacritic филмът има средна претеглена оценка 84 от 100 на базата на 39 рецензии, което означава „всеобщо признание“. Зрителите, анкетирани от CinemaScore, му дават средна оценка A по скалата от A+ до F.
Няколко издания определят Черният рицар като най-добрата екранизация на супергеройски комикс. Роджър Ебърт отбелязва, че заедно с Железният човек, филмът преосмисля потенциала на жанра, като съчетава комиксови елементи с реални събития. Някои анализатори ценят моралната сложност на историята, която разглежда ефектите от бдителството и тероризма върху съвременното общество. Емануел Леви и Манохла Даргис хвалят начина, по който персонажите са представени с положителни и отрицателни страни — например усилията на Батман да спре престъпността водят до неочаквани последици и по-агресивен отговор от престъпния свят. Даргис смята, че темите за хаоса, страха и смъртта, след атентатите на 11 септември, показват, че „американското кино е навлязло в нова ера на двусмисленост спрямо своите герои или може би спрямо самата идея за героичност“. Други критици критикуват мрачния, сериозен и безкомпромисен тон на филма, като подчертават липсата на развлекателни или фантастични елементи. Дейвид Денби смята, че Черният рицар е продукт на „време на терор“, който вместо да се противопостави на страха, го прегръща и използва, като цинично подготвя почвата за продължение. Стефани Закарек и Дейвид Еделстин критикуват липсата на визуално разказване в полза на експозиции, както и трудното проследяване на сюжета заради бързия темп и гръмката музика. Режисурата на екшън сцените от страна на Нолан също е подложена на критика — особено бойните сцени, които според някои зрители са трудно проследими. За сметка на това обирът в пролога е широко хвален като една от най-добрите сцени във филма.
Изпълнението на Хийт Леджър получава почти единодушна похвала, макар и с уговорката, че смъртта му прави ролята едновременно дългоочаквана и болезнена за гледане. Даргис и други описват Леджър като актьор, който въплъщава Жокера толкова убедително и интензивно, че зрителите забравят за човека под грима. Вилидж Войс пише, че дори и да беше жив, изпълнението му щеше да го превърне в легенда. Някои ревюта казват, че Леджър засенчва дори Джак Никълсън, съчетавайки мрачен хумор и зловеща енергия. Общото мнение сред критиците е, че Жокера е най-добре написаният персонаж във филма и че Леджър доминира сцените с такава сила, че създава един от най-запомнящите се злодеи в историята на киното.
Изпълнението на Крисчън Бейл предизвиква смесени реакции — едни го намират за „завладяващо“, други — за адекватно, но в крайна сметка не особено впечатляващо, тъй като персонажът не се развива съществено и говори с еднообразен, пресипнал тон. Арън Екхарт получава основно позитивни оценки за ролята си на Харви Дент — критиците подчертават харизматичното му присъствие и убедителната трансформация на героя в „чудовище“, макар че Върайъти смята, че сюжетната линия на Дент е най-слабата във филма. Стивън Хънтър твърди, че Дент е слабо написан, а Екхарт не успява да изрази необходимата емоционална дълбочина.
Меги Джиленхол е възприета от някои като подобрение спрямо Кейти Холмс, но други казват, че трудно се вълнуват за нейния персонаж, а Джиленхол, макар и по-талантлива, е неправилно избрана за ролята. Питър Травърс хвали Гари Олдман за способността му да направи добродетелния Джим Гордън интересен, а също така нарича изпълненията на Майкъл Кейн и Морган Фрийман „без усилие естествени“. Ебърт заключава, че целият актьорски състав предоставя „мощни“ изпълнения, които въвличат зрителя дълбоко в драмата: „изненадани сме колко силно ни въздейства тази история.“

## Теми

### Тероризъм и ескалация
Централна тема в Черният рицар е ескалацията — по-специално възходът на Жокера като пряк отговор на самоуправството на Батман. Оборудван с високотехнологично военно снаряжение, Батман се бори с обикновени престъпници, но тази стратегия води до неизбежния отговор – Жокера – като ескалираща форма на беззаконие. Критикът Сидхант Адлака твърди, че Жокера символизира съвременния тероризъм с неясен произход. Докато реалният тероризъм често има конкретни политически мотиви — като действията на Ал-Кайда в отговор на намесата на САЩ в Сомалия и Ливан или възхода на ИДИЛ след инвазията в Ирак — хаосът, който носи Жокера, отразява как терорът може да изглежда цикличен и неотделим от милитаризма, който го поражда. Батман вдъхновява и самозвани подражатели, което води до още по-голяма анархия. Професор Тод Макгауън отбелязва, че Батман утвърждава авторитета си над тези подражатели, като им забранява да действат, понеже нямат същата екипировка като него — жест, с който потвърждава самоналоженото си право да бъде самоуправник.
Филмът често се анализира като алегория на войната срещу тероризма – военната кампания, започната от САЩ след атаките на 11 септември. Сцената, в която Батман стои сред руините на взривена сграда, след като не успява да предотврати плана на Жокера, напомня за кадрите от Световния търговски център след атентатите. Историкът Стивън Принс твърди, че филмът разглежда последиците от това как гражданските и правителствени власти изоставят законовите норми в борбата срещу терора. Някои издания критикуват филма заради възприеманата подкрепа към „необходимите злини“ като изтезания и извънсъдебно задържане. Писателят Андрю Клейвън твърди, че Батман представлява тогавашния президент Джордж Буш и олицетворява идеята, че в извънредни ситуации могат да се нарушават граждански права, стига след това да се възстановят границите на закона. Неговото тълкуване обаче е оспорено от други публикации, които виждат филма като антивоенно произведение, предупреждаващо, че обществото не трябва да изоставя върховенството на закона дори в името на сигурността. Тази тема се проявява и в тайния съюз между Батман, Дент и Гордън — алианс, който води до смъртта на Рейчъл и покваряването на Дент. Според писателя Бенджамин Кърстийн, и двете интерпретации са валидни, защото „Черният рицар е идеално огледало на обществото, което го гледа — общество, толкова разделено по въпроса за терора и как да се борим с него, че за първи път от десетилетия американският мейнстрийм престава да съществува“. В стремежа си да спрат Жокера, както Батман, така и Дент прибягват до мъчения и засилени разпити, но той остава невъзмутим, воден от собствена логика и идеология. Когато Дент неуспешно се опитва да измъкне информация чрез насилие, Батман не осъжда акта, а само изразява тревога от евентуалната реакция на обществото, ако научи истината — показател за постепенния отказ от морални принципи в лицето на екстремна заплаха. Жокера по-късно убеждава Дент, че обществото приема очаквани ужаси – като смъртта на войници – но изпада в паника, когато нормите бъдат нарушени непредвидимо. Макар да носи грим, Жокера не се крие зад маска – той остава една и съща фигура със или без нея. Без ясна самоличност или произход, той въплъщава страха, непредсказуемостта и мистерията на тероризма, без да следва определена идеология. Дент, от своя страна, олицетворява американския идеализъм — благороден човек, действащ в рамките на закона, който може да освободи Батман от ролята му. Но страхът и хаосът, които носи Жокера, изцяло покваряват този идеал.
В заключителната част на филма Батман използва инвазивна система за масово наблюдение, като прихваща мобилните телефони на гражданите на Готъм, за да открие Жокера — драстично нарушение на личното пространство. Адлака описва този акт като „военна фантазия“, в която тежко нарушаване на гражданските свободи чрез напреднали технологии се оправдава с целта да бъде заловен опасен терорист — алюзия към Патриотичния акт от 2001 г. Лушъс Фокс заплашва, че ще прекрати сътрудничеството си с Батман, смятайки, че той е прекрачил морална граница. Въпреки че Батман впоследствие унищожава системата и признава, че действията му са неприемливи, филмът показва, че без тази намеса, Жокера не би могъл да бъде спрян навреме.

### Морал и етика
Черният рицар поставя акцент върху моралните и етични конфликти, пред които са изправени главните герои, както и върху компромисите, които правят, за да победят Жокера в изключителни обстоятелства. Роджър Ебърт отбелязва, че Жокера принуждава всеки персонаж да вземе невъзможни морални решения, за да провери границите на тяхната нравственост. Батман олицетворява реда, противопоставен на хаоса на Жокера, и достига собствения си предел, но успява да не се компрометира напълно. Харви Дент въплъщава доброто и надеждата — той е „белият рицар“ на града, човек с чисти намерения, способен да действа в рамките на закона. За разлика от Батман, мотивиран от травма, Дент вярва в закона и върши добри дела, защото се възприема като добър човек. Адлака описва образа на Дент като религиозен символ — предизборният му лозунг „Вярвам в Харви Дент“ го поставя в ролята на месианска фигура, а смъртта му го показва с разперени ръце, наподобяващи разпятието на Христос. Актьорът Арън Екхарт описва Дент като човек, който обича закона, но се чувства ограничен от него, неспособен да постъпи така, както смята за правилно, защото правилата му го забраняват. Желанието на Дент да действа извън закона се проявява в подкрепата му за самоуправството на Батман.
Промяната на Дент разкрива, че той е проекция на обществения стремеж към надежда — но също толкова уязвим и податлив на мрак, колкото всеки друг. Това се вижда в двулицевата монета, с която взема решения, премахвайки елемента на случайност, за да контролира изхода в своя полза — знак, че за него загубата не е допустима. След смъртта на Рейчъл и собственото му обезобразяване, Дент изоставя благородното си „аз“ и търси лична справедливост. С белязаната от едната страна монета той вече приема риска на случая и напълно се подчинява на съдбата. Според професора по литература Даниел Боскалжон, Дент не е „пречупен“, а просто вярва в друг тип справедливост в привидно несправедлив свят — монетата е за него „Безпристрастна. Непредубедена. Справедлива.“
Жокера представлява идеологическо отклонение — той не търси лична изгода, а създава хаос заради самия хаос, като дори подпалва огромна купчина пари, за да докаже, че „всичко изгаря“. За разлика от Батман, Жокера е една и съща личност с или без грим — няма идентичност, която да крие, и нищо за губене. Боскалжон отбелязва, че жителите и престъпниците в Готъм вярват в някакъв ред и правила, които трябва да се спазват — Жокера умишлено разбива тези представи, тъй като самият той не следва никакви норми. Образът му може да бъде тълкуван и като пример за „Свърхчовека“ на Фридрих Ницше — същество отвъд доброто и злото, водено само от собствената си воля. Все пак филмът оставя отворена възможността той да бъде отхвърлен, тъй като неговият хаос води до смърт и несправедливост. Кристофър Нолан описва Жокера като въплъщение на чистото зло, а професор Чарлз Белинджър го разглежда като сатанинска фигура, която отблъсква хората от доброто и ги изкушава с това, което им липсва — например, като принуждава Батман да избере между спасяването на Дент (най-добрият избор за града) и Рейчъл (най-добрият избор за Уейн). Целта на Жокера е да поквари Дент и да докаже, че всеки — дори символите — може да бъде пречупен. Подложени на крайности, и Батман, и Дент трябва да преосмислят собствените си граници.

Тяхната моралност, техният кодекс... това е лоша шега. Първата трудност и го захвърлят. Те са добри само докато светът им го позволява. Ще видиш – ще ти покажа… когато дойде моментът, тези цивилизовани хора… ще се изядат едни други. Виждаш ли, аз не съм чудовище… просто съм една крачка пред тях.

— Жокера, Черният рицар

Сцената с двата ферибота се интерпретира като истинското поражение на Жокера — доказателство, че е сгрешил в убеждението си, че хората ще се обърнат едни срещу други в екстремна ситуация. Писателят Дейвид Чен твърди, че това показва как отделният човек не може отговорно да управлява власт, но когато отговорността се споделя, е възможен състрадателен изход. Макар Батман да отказва да убие Жокера и така да запази своя морален кодекс, той е принуден да наруши друго свое правило, като убива Дент, за да спаси невинен човек. След това той поема вината за престъпленията на Дент, за да го запази като символ на доброто и надеждата за гражданите на Готъм. Критикът Дейвид Кроу отбелязва, че истинският изпит за Батман не е да победи Жокера, а да спаси Дент — мисия, в която се проваля. В крайна сметка, Батман извършва Христоподобна саможертва, като поема греховете на Дент, за да съхрани града.
Филмът представя този акт като героичен, но т.нар. „благородна лъжа“ всъщност прикрива и манипулира истината в името на по-висше благо, определено от малцина. Макгауън определя това като героизъм, защото саможертвата на Батман го превръща в преследван и мразен човек без признание — знак, че е научил от Жокера, че понякога трябва да се нарушават установените норми. Според професор Мартин Фрадли и други анализатори, „благородната лъжа“ на Батман и подкрепата на Гордън към нея представляват цинично одобрение на измамата и тоталитаризма. И икономът Алфред също извършва благородна лъжа, като скрива избора на Рейчъл в полза на Дент, за да спести на Уейн болката от отхвърлянето.

## В България
Премиерата на Черният рицар по кината в България е на 25 юли 2008 г., като филмът е субтитриран на български език.
На 11 декември 2008 г. филмът е издаден в специално двудисково DVD издание, разпространявано от Прооптики.
В България филмът е излъчен през 2017 г. по Би Ти Ви с български войсоувър дублаж на студио „Медия Линк“. Екипът се състои от:
| Озвучаващи артисти  | Яница Митева Стефан Сърчаджиев-Съра Георги Стоянов Чавдар Монов Калин Сърменов |
| Преводач            | Гергана Дойнова                                                                |
| Тонрежисьор         | Стамен Янев                                                                    |
| Режисьор на дублажа | Михаела Минева                                                                 |